# Javánská Wikipedie
Javánská Wikipedie je jazyková verze Wikipedie v javánštině. Byla založena v roce 2004. V lednu 2022 obsahovala přes 64 000 článků a pracovalo pro ni 6 správců. Registrováno bylo přes 51 000 uživatelů, z nichž bylo asi 105 aktivních. V počtu článků byla 87. největší Wikipedie.